# Jenna Ushkowitz
Jenna Noelle Ushkowitz (Seoel, 28 april 1986) is een Amerikaans actrice en zangeres. Ze verkreeg internationale bekendheid door haar rol in de televisieserie Glee, als Tina Cohen-Chang.

## Jeugdjaren
Ushkowitz is geboren in Seoul, Zuid-Korea. Toen ze drie maanden oud was, werd ze geadopteerd en grootgebracht in East Meadow, New York. In 2007 studeerde ze af op het Marymount Manhattan College. Tijdens haar schoolperiode had ze de hoofdrollen in vrijwel alle musicals die uitgevoerd werden, waaronder Les Misérables, Honk!, The Baker's Wife, Into the Woods en The Laramie Project.

## Filmografie
| Televisie-optredens | Televisie-optredens | Televisie-optredens | Televisie-optredens |
| Jaar                | Titel               | Rol                 | Opmerkingen         |
| ------------------- | ------------------- | ------------------- | ------------------- |
| 2009- 2015          | Glee                | Tina Cohen-Chang    | Hoofdpersonage      |